# 李祭夏
李 祭夏（イ・ジェハ、1937年4月20日 - ）は、韓国の画家、小説家、詩人。慶尚南道密陽市出身。娘は作家のユン・イヒョン。

## 略歴
1937年4月20日、日本統治下の慶尚南道密陽（現在の慶尚南道密陽市）に生まれる。1956年、童話『수정구슬(水晶玉)』が当選、1959年『現代文学』に詩『자정(十二時)』が、『新太陽』に短編小説『황색강아지(黄色い犬)』が当選し、登壇した。1961年『韓国日報』に短編小説『손(手)』が入選した後、本格的に小説の創作に入った。
李は、明白なテーマや具体的なあらすじを排除し、主に幻覚的な象徴とイメージを使用して、対象の本質を透視する独特な小説世界をみせた。李自身が「幻想的リアリズム」だと命名したこのような小説的手法は、人間の混乱する内面と現実世界とのリアルな姿を伝えることに成功した。

## 年譜
- 1937年4月20日、慶尚南道密陽市に生まれる[1]。
- 1953年、第1回学院文学賞受賞。
- 1961年、韓国日報新春文芸入選。
- 1985年、第9回李箱文学賞受賞。
- 1999年、第9回片雲文学賞受賞。
- 2008年、第11回東里文学賞受賞

## 代表作品
- 1956年、수정구슬(水晶玉) [4][5]
- 1959年、자정(子正) 、황색 강아지(黄色い犬)
- 1961年、손(手)
- 1973年、초식(草食)
- 1981年、기차 기선 바다 하늘(汽車、汽船、海、空) 、유자약전(ユザ略伝)
- 1985年、나그네는 길에서도 쉬지 않는다(旅人は道でも休まない)
- 1986年、용(竜)
- 1987年、광화사
- 1988年、소녀유자(少女ユジャ)
- 1991年、사라의 눈물(サラの涙)
- 1992年、저 어둠 속 등불을 느끼며(暗闇の中の明かりを感じながら)
- 1996年、소렌토에서(ソレントで)
- 1997年、열망(熱望)
- 1999年、진눈깨비 결혼(ミゾレ結婚)